# Seyyid Ali Pascià
Seyyid Ali Pascià (Uluborlu, 1756 – Maltepe, 1826) è stato un politico ottomano.
Fu gran visir per un anno, due mesi e ventiquattro giorni tra il 15 gennaio 1820 e il 26 marzo 1821, durante il regno di Mahmud II.

## Biografia
Nacque a Uluborlu nel 1756. Proviene dalla dinastia Yegenagalar.
Dopo aver studiato a Uluborlu, è andato a Istanbul iniziando una carriera nell'amministrazione pubblica. Mentre era in servizio come kapıcıbaşı fu nominato governatore della Morea nel 1815 e governatore di Hüdavendigâr nel 1819.
Il 15 gennaio 1820, dopo il licenziamento di Burdurlu Dervish Mehmed Pascià dalla carica gran visir, fu nominato al suo posto. Ha servito come gran visir per un anno durante la rivolta di Alì Pascià di Tepeleni e la rivolta della Filikí Etería. Fu destituito dalla carica il 26 marzo 1821, perché considerato poco carismatico ed energico, sostituito da Benderli Ali Pascià.
Dopo il suo congedo dalla carica di Gran Visir, venne nominato rispettivamente serraschiere del Mar Nero, mütesellim di Karaburun e sanjak-bey di Morea . Nel giugno 1822 gli furono affidati i Sangiaccati di Ankara e  di Çankırı. Fu licenziato nel giugno 1824 e il suo titolo di visir gli fu revocato e fu esiliato a Plovdiv. In seguito, gli fu affidato l'incarico di governatore dell'eyalet di Karaman a Konya, ma fu costretto a risiedere a Maltepe, nella provincia di Istanbul. Morì a Maltepe nel 1826.
È lo zio di Koca Mustafa Reşid Pascià.